# Esercito del Regno di Napoli (1806-1815)
L'Esercito del Regno di Napoli, attivo durante il decennio francese, ovvero allorquando il regno borbonico fu conquistato e governato dai napoleonidi, fu una forza armata di terra che prese parte, al fianco della Grande Armata, a molte delle principali campagne delle guerre napoleoniche. Con l'occupazione napoleonica e la creazione del nuovo regno nel 1806 il trono napoletano venne affidato in un primo momento a Giuseppe Bonaparte, fratello di Napoleone. Nel 1808, fino al 1815, il trono napoletano fu occupato invece da Gioacchino Murat, uno dei più brillanti comandanti militari dell'impero napoleonico.

## Storia

### Giuseppe Bonaparte

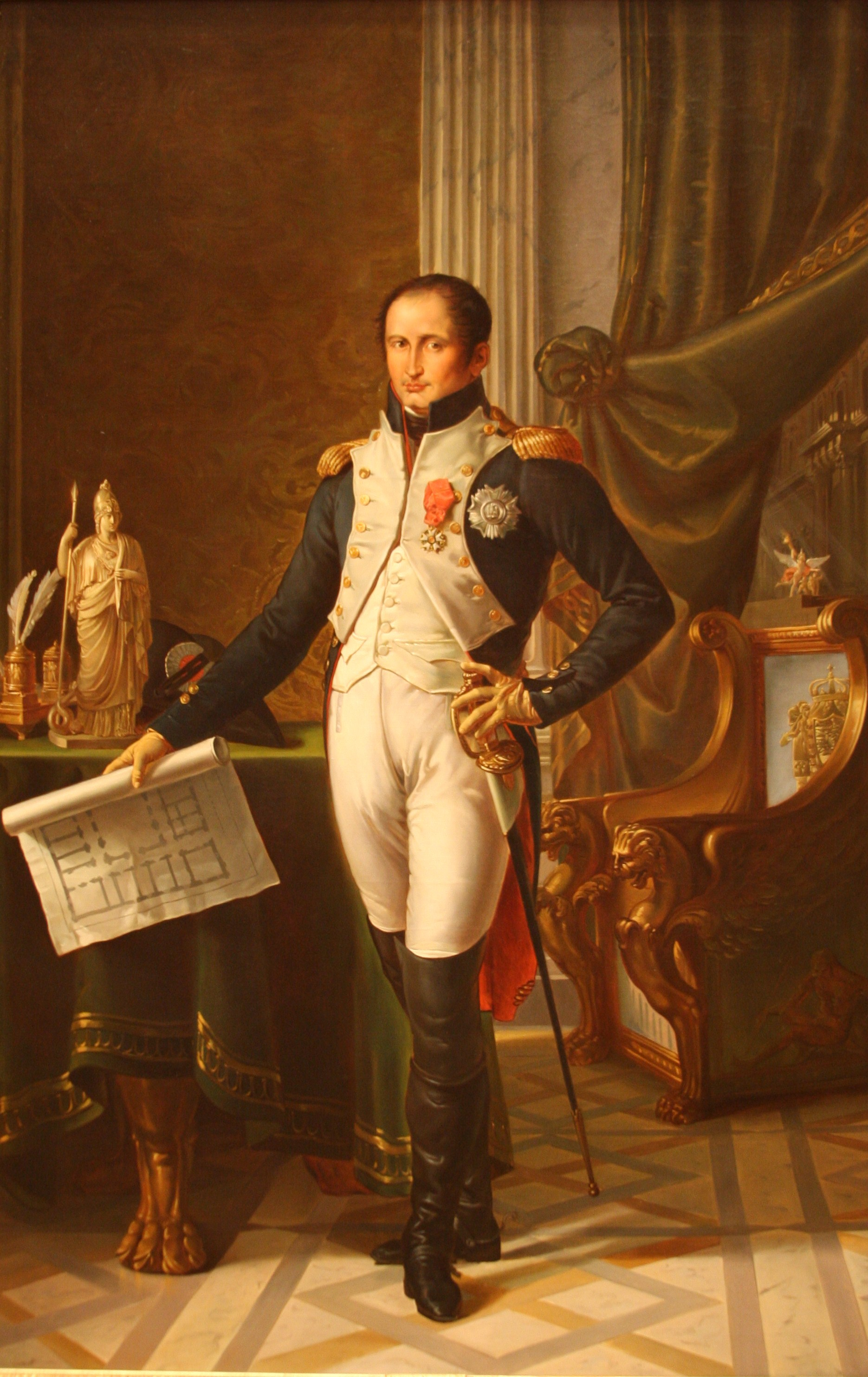
Giuseppe Bonaparte, re di Napoli

Nel 1806 il Regno di Napoli fu occupato dalle truppe napoleoniche, mentre le truppe Borboniche, sconfitte, si rifugiarono al seguito del re Ferdinando IV in Sicilia. Il 15 febbraio 1806 infatti Giuseppe Bonaparte, fratello maggiore di Napoleone, entrò a Napoli alla testa di un corpo di spedizione franco-italiano che, dopo aver sconfitto le truppe borboniche a Campo Tenese, si impadronì di tutta la parte continentale del regno (se si escludono le fortezze di Gaeta, Civitella del Tronto e l'estremo sud della Calabria, che continuarono a resistere all'assedio francese per molto tempo).
Nell'aprile dello stesso anno Giuseppe Bonaparte si proclamò "re delle Due Sicilie", diventando fautore di una politica innovatrice in campo politico e legislativo, e cominciando a dotarsi di un esercito proprio, con reparti formati dai nuovi sudditi. Il nuovo esercito nazionale si affiancò in un primo momento all'Armata di Napoli francese, che rimase nel regno ancora per qualche anno.
La costituzione del nuovo esercito inizialmente si dimostrò ardua: le resistenze filo-borboniche nei primi anni del decennio francese erano ancora diffuse e il nuovo modello di leva obbligatoria introdotto da Giuseppe Bonaparte nel 1807 non diede i risultati sperati. Vennero così creati 2 reggimenti di Fanteria di Linea napoletani, sul modello francese, dotati di 4 battaglioni ciascuno. Questi due reggimenti furono subito inviati fuori dal regno, prima in Italia settentrionale e poi in Spagna (Guerra d'indipendenza spagnola). Durante queste campagne, a causa dei ritardi provocati dall'introduzione della coscrizione obbligatoria, i rinforzi vennero in buona parte reclutati nelle carceri. Questo metodo, usato per tutto il 1808, fu oggetto di aspre critiche da parte di Napoleone e venne definitivamente eliminato con la salita al trono di Napoli di Gioacchino Murat, avvenuta il 1º agosto 1808.

### Gioacchino Murat

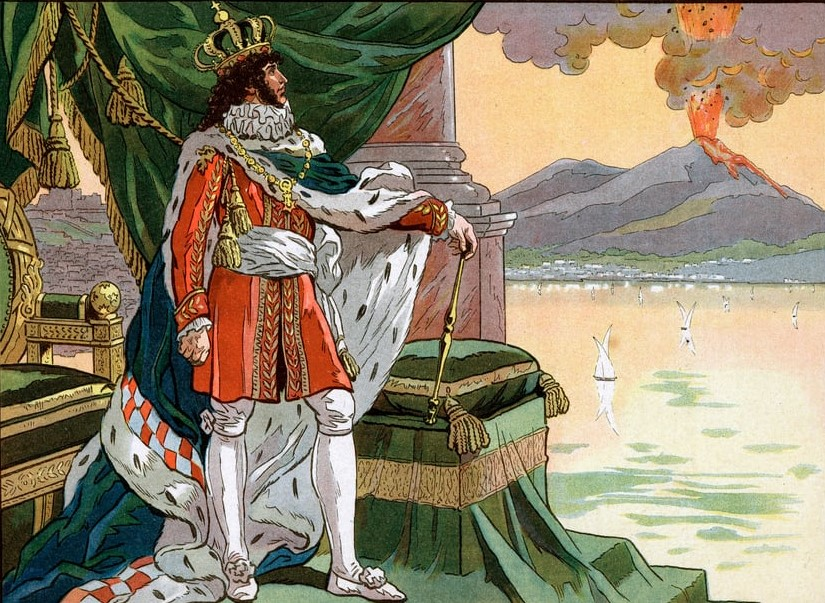
Gioacchino Murat, re di Napoli

Gioacchino Murat salì al trono di Napoli il 1º agosto 1808, dopo la nomina di Giuseppe Bonaparte a re di Spagna. Ferma intenzione del nuovo sovrano era quella di dotare il regno di un numeroso e moderno esercito nazionale. In questo proposito fu aiutato dallo stesso Napoleone, che con la convenzione di Bayonne impose al Regno di Napoli di fornire all'Impero almeno 16.000 fanti e 2.500 cavalieri. Nel fare questo Murat decise di usare la leva obbligatoria come forma di reclutamento principale, riuscendo infine ad accattivarsi le simpatie del popolo e a risolvere i problemi sorti durante il regno di Giuseppe Bonaparte. Anche la Marina fu ingrandita e, nonostante non fosse ancora in grado di contrastare la flotta inglese, conseguì un importante successo riuscendo quello stesso anno a conquistare l'isola di Capri, già nelle mani di sir Hudson Lowe.
Nel 1809 il nuovo re costituì il 3º Reggimento di Fanteria di Linea, organizzandolo su un modello originale formato da 3 battaglioni (4 in guerra) di 7 compagnie ciascuno (di cui due scelte di granatieri e volteggiatori), con uno stato maggiore e uno minore. Con minime variazioni questa divenne la struttura-tipo dei reggimenti di linea napoletani.
Puntando sul carattere rude e deciso degli abitanti degli Abruzzi e delle Calabrie, nel 1809 Murat costituì anche due reggimenti di fanteria di linea a reclutamento regionale: il 4° "Real Sannita" e il 5° "Real Calabria". Nel 1810, per sopperire alle perdite riportate in Spagna e nella spedizione in Sicilia, venne creato il 6º Reggimento Fanteria di Linea "Napoli", formato da elementi della Guardia Municipale di Napoli. Nello stesso anno venne incorporato nell'esercito napoletano anche un ex-reparto francese formato da soldati di colore, che divenne il 7º Reggimento di Fanteria di Linea "Real Africano".
Nel 1811, a Saragozza, fu creato l'8º Reggimento di Fanteria di Linea, formato dai rinforzi inviati da Napoli al 1° "Re" e al 2° "Regina" di linea, reggimenti da lungo tempo impegnati nella guerra spagnola.
Il 1812 vide l'esercito napoletano impegnato in Spagna, Russia e in Polonia, contro le potenze della sesta coalizione. In questo periodo si fece pienamente ricorso a tutte le classi di leva e alla riserva, riuscendo, nonostante il grande sforzo, appena a ricolmare le perdite subite.
Nel 1813, tornato a Napoli dalla Russia, Murat decise che per salvare il proprio trono era giunto il momento di staccarsi dalla causa napoleonica, ormai vacillante dopo la sconfitta di Lipsia. Con questo intento richiamò tutti i reggimenti in patria, li dotò di una compagnia di artiglieria ciascuno e formò il 9º Reggimento Fanteria di Linea. Nei primi mesi del 1814 tutti i reggimenti napoletani parteciparono alla breve campagna contro le truppe napoleoniche nell'Italia centro-settentrionale, occupando Roma, la Toscana, l'Emilia e le Marche. Alla fine della campagna le truppe napoletane rimasero stanziate nelle Marche, provocando le proteste del Papa, tuttavia ignorate da Murat.
Nonostante la pace raggiunta, Murat ben presto si pentì di aver abbandonato Napoleone (in quel periodo all'Elba) e i nuovi alleati, Austria e Inghilterra, non gli davano troppo affidamento. Così, alla metà del 1814, il governo napoletano riallacciò i rapporti con Napoleone, decidendo per un ulteriore potenziamento delle forze armate in vista di un imminente ritorno alla guerra. Vennero per l'occasione costituiti il 10º Reggimento Fanteria di Linea, l'11° (grazie ai volontari italici dislocati nelle Marche) e il 12°, ultimo Reggimento di linea, formato dai reduci di Danzica.
Il 1815 vide tutti i reggimenti napoletani impiegati nella guerra contro l'Austria. Questa guerra nacque dalla volontà del re di Napoli di unificare la penisola italiana sotto la propria corona, in modo da permettere a Napoleone, ritornato nel frattempo sui campi di battaglia, di disfarsi della minaccia austriaca.
Conquistata tutta l'Italia centrale in meno di un mese, l'esercito di Murat occupò le rive del Po dall'Adriatico fino a Reggio Emilia. Il 30 marzo 1815 il sovrano, per ovviare all'inferiorità numerica nei confronti degli austriaci, emise il "Proclama di Rimini", che chiamava tutti gli italiani a battersi sotto le bandiere napoletane per l'indipendenza nazionale. Questo appello tuttavia diede magri risultati: le popolazioni locali, stanche della guerra, fornirono solo poche centinaia di volontari (in gran parte ex-ufficiali italici). L'avanzata napoletana oltre il Po fu respinta dagli austriaci a Occhiobello, costringendo Murat a ripiegare fino alle Marche dopo una lunga e combattuta ritirata. In questa regione, e precisamente a Tolentino, l'esercito napoletano fu sconfitto in maniera decisiva dagli austriaci. Benché la battaglia non avesse avuto un esito negativo per le truppe di Murat, il sovrano decise di ritirarsi immediatamente a Napoli dopo aver ricevuto notizie, probabilmente esagerate, su possibili sollevazioni filo-borboniche e su un intervento inglese sui mari.

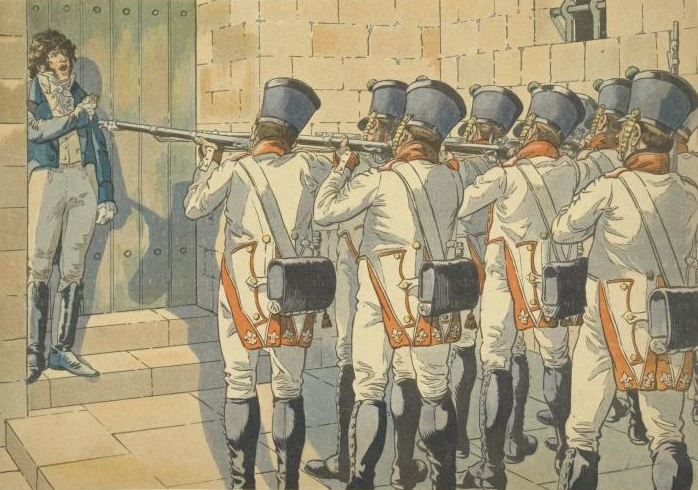
Fucilazione di Gioacchino Murat, Pizzo 13 ottobre 1815

Nel frattempo le truppe austriache avevano provveduto a rioccupare buona parte del versante tirrenico della penisola, ricollocando il Papa Pio VII a Roma e giungendo fino a San Germano (l'Attuale Cassino). Qui l'esercito napoletano di Murat fu sconfitto per l'ultima volta dagli austriaci, in decisiva superiorità numerica. Il 19 maggio Gioacchino Murat si rifugiò nel Gargano con l'intenzione di ritornare a Parigi, mentre i suoi generali firmavano la resa decretata dal Trattato di Casalanza. Murat, in un primo momento deciso a raggiungere Napoleone, escogitò un piano per ritornare trionfalmente a Napoli con un manipolo di poche centinaia di fedelissimi. Tuttavia in seguito a una tempesta fu costretto a sbarcare in Calabria, a Pizzo, dove il 13 ottobre 1815 fu catturato e fucilato dai reparti borbonici.
Con la sconfitta di Murat il Regno di Napoli ritornò in possesso di Ferdinando IV di Borbone, che l'8 dicembre 1816 decise di prendere il titolo di Ferdinando I, re del nuovo Regno delle Due Sicilie. Quest'esito finale tuttavia permise ugualmente all'esercito che era stato di Murat di veder riconosciuti i suoi diritti. Quest'esercito non venne sciolto, ma amalgamato con l'altro esercito che i Borbone avevano provveduto a conservare durante il loro esilio in Sicilia. L'Esercito delle Due Sicilie infatti, così come gran parte delle istituzioni del nuovo regno, si basò in grandissima parte sugli ordinamenti e sulla legislazione del decennio francese.
L'esercito murattiano tuttavia donò alla nuova forza armata borbonica anche un'altra eredità: quella del liberalismo e del costituzionalismo, che di lì a pochi anni germogliò con i moti del 1820, i primi del Risorgimento italiano, proprio a causa degli ufficiali che combatterono al servizio di Gioacchino Murat.

### Le campagne
Il primo compito affidato alle truppe napoletane al di fuori dei confini nazionali fu la difesa delle guarnigioni dell'Italia del nord, in particolare di Mantova, nel 1807. Con l'ascesa al trono di Gioacchino Murat, avvenuta nel 1808, il ruolo delle truppe napoletane mutò radicalmente: il loro impiego venne attuato su tutti i maggiori fronti napoleonici, fino alla caduta del sovrano (maggio 1815).

#### Campagna di Spagna
Nel gennaio 1808 entrò in Spagna la divisione napoletana al comando del generale Lechi, andando a occupare in un primo momento le piazzeforti di Barcellona. Con l'abdicazione del re Carlo IV, a Madrid scoppiò una rivolta popolare che si estese velocemente a tutta la Spagna. Le truppe napoletane furono costrette a reprime la reazione popolare, a cui nel frattempo si aggiunse quella delle truppe spagnole. Cominciò così un'aspra guerriglia, in cui a battaglie campali vere e proprie si alternarono agguati e imboscate da parte dei partigiani spagnoli. Nel giugno del 1808 le truppe napoletane parteciparono all'assedio di Girona per volere del generale francese Duhesme. Seguì un difficile rientro a Barcellona, che durante l'assenza delle truppe cadde completamente in mano ai rivoltosi, supportati dall'intera popolazione locale. La città venne così assediata con gravi perdite fino al 16 dicembre del 1808, quando grazie all'intervento del maresciallo Saint-Cyr si riuscì di nuovo a rioccupare la capitale catalana. Il comandante francese non mancò per l'occasione di elogiare il comportamento tenuto dalle truppe napoletane, e in particolare dal maggiore D'Ambrosio (futuro generale). L'arrivo dei rinforzi da Napoli avvenne via terra: le truppe di rincalzo furono costrette ad aprirsi la strada combattendo fino a Barcellona, e appena arrivate furono destinate all'assedio di Girona con l'intera divisione napoletana. Nell'agosto del 1809, dopo l'apertura di una breccia nelle mura della città catalana, si tentò una sortita nella piazzaforte a cui parteciparono molti battaglioni scelti napoletani, ma l'assalto non riuscì e le truppe murattiane furono falcidiate. I reparti napoletani vennero così inviati a Figueras per la ricostruzione, senza poter assistere alla caduta di Girona avvenuta nel dicembre del 1809.
Nel 1810 Murat decise di mandare in Spagna altri reparti freschi napoletani per un totale di circa 6.000 uomini, al comando del generale Francesco Pignatelli-Strongoli, coadiuvato da Florestano Pepe. La divisione napoletana fu impiegata nella repressione della guerriglia alla periferia di Barcellona, e nella difesa dalle navi inglesi sulla costa. Tuttavia i rapporti tra i comandanti napoletani e quelli francesi divennero ben presto pessimi: Pignatelli-Strongoli per questo motivo fu costretto a rientrare in patria alla fine dell'anno. Il suo posto venne preso dal generale Ferrier, che ridusse le dimensioni della divisione napoletana, relegandola a compiti di sorveglianza sull'Ebro. La brigata napoletana quindi partecipò alla battaglia di Calatayud, per essere poi trasferita a Valencia. Successivamente la brigata si distinse nell'assedio del castello di Oropesa. Le truppe napoletane furono poste, nei primi mesi del 1812, al comando di Guglielmo Pepe, che decise di stanziarsi a Saragozza. Da Saragozza i reparti vennero trasferiti a Castellón de la Plana, dove vennero gradualmente smembrati nei vari distaccamenti circostanti nel tentativo di reprimere la guerriglia filo-spagnola. Anche Guglielmo Pepe tuttavia fu richiamato in patria per dissidi con i francesi, così nel 1813 la brigata napoletana fu trasferita nuovamente a Saragozza, venendo impiegata contro i guerriglieri locali. Ricolmate per l'ultima volta le perdite, la brigata napoletana partecipò alle ultime azioni della guerra di Spagna seguendo le sorti delle altre truppe napoleoniche.
I reparti che più si impegnarono sul fronte spagnolo furono il 1º, il 2º e l'8º Reggimento Fanteria di Linea.

#### Campagna di Russia e di Germania
A partire dalla primavera del 1812, al comando di Murat, circa 10.000 soldati partirono dal reame di Napoli per la campagna di Russia. Solo nel 1814, in seguito alla disfatta generale dell'armata napoleonica, le truppe napoletane si ritirarono nei territori del regno.

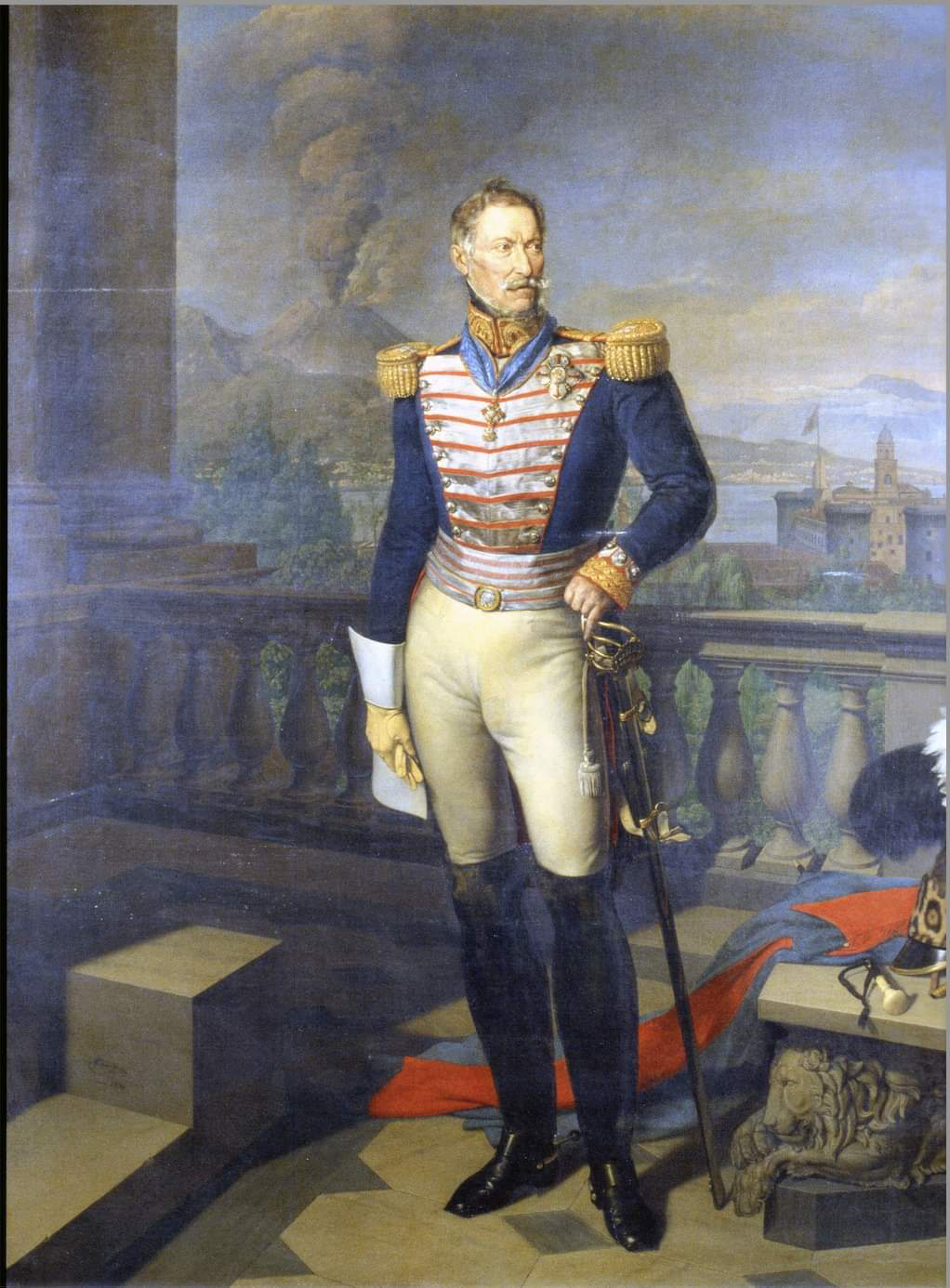
Il generale Lucio Caracciolo, duca di Roccaromana, ufficiale di cavalleria nella campagna di Russia

La divisione napoletana fu posta al comando di Florestano Pepe e comprendeva i seguenti reparti: I Brigata al comando del maresciallo di campo Rosaroll (5º Reggimento Fanteria di Linea, 6º Reggimento Fanteria di Linea, Marinai della Guardia Reale), II Brigata al comando del maresciallo di campo D'Ambrosio (7º Reggimento Fanteria di Linea, Veliti della Guardia Reale, 5 squadroni di cavalleria della Guardia Reale e una compagnia d'artiglieria a cavallo). Partiti a fine aprile i napoletani impiegarono 5 mesi per attraversare l'Europa, arrivando nella Polonia orientale (odierna Bielorussia) all'inizio dell'autunno. A fine ottobre la divisione napoletana venne schierata in Lituania, a Kowno e a Wilna, dove la cavalleria della Guardia ebbe l'onore di scortare lo stesso Napoleone nella fase finale della sua ritirata, subendo gravi perdite soprattutto a causa del clima. La stessa sorte toccò ai Veliti, che coprirono la ritirata della Grande Armata fino a Kowno, perdendo 1.200 uomini tra morti e feriti.
I Marinai e altre compagnie scelte vennero invece aggregati in un nuovo reggimento formato appositamente per coprire la ritirata dei reparti francesi. A questo reggimento si aggiunse poi il 4º Reggimento Fanteria Leggero, spedito appositamente da Napoli. Questa brigata napoletana venne incorporata nella 31ª Divisione (gen. Gerard) dell'XI Corpo d'armata francese, e seguì la Grande Armata dalla Slesia fino a Dresda combattendo assiduamente. Nel maggio del 1813 i napoletani furono impiegati nella controffensiva napoleonica ad Eissdorf, e poi a Bautzen e Lützen, subendo gravi perdite. Al momento dell'armistizio di Pleiswitz lo stesso Napoleone decorò della legion d'onore il comandante napoletano Mac Donald, insieme a parecchi ufficiali e soldati. Alla ripresa delle ostilità la brigata partecipò alla battaglia di Lipsia, poi venne impiegata ad Hanau e, nel novembre 1813, i pochi superstiti furono finalmente rimpatriati.
(Napoleone Bonaparte accomiatandosi dalle truppe italiane, Magonza novembre 1813)
I reparti di linea vennero invece stanziati a Danzica, dove si attendeva l'arrivo delle armate russe. L'assedio iniziò il 21 gennaio 1813 e si protrasse per quasi un anno. All'inizio dell'assedio alcune compagnie napoletane si trovavano a Stettino per compiti di scorta, furono costrette a rientrare a Danzica combattendo. Il gelo, la fame, le malattie e le numerose ricognizioni offensive al di fuori delle mura, provocarono forti perdite tra le truppe murattiane. Il 9 giugno il comandante della piazza di Danzica, generale Jean Rapp, impiegò le truppe napoletane nella sua controffensiva, causando altre perdite. Due giorni dopo fu firmata una tregua, e i comandanti napoletani ne approfittarono per mandare a Murat dei rapporti elogiativi sul comportamento delle loro truppe. Lo stesso generale francese Detres fece pervenire al sovrano una relazione riportante ottime impressioni sui soldati napoletani, relazione pubblicata poi sul "Monitore delle Due Sicilie". Al contrario delle notizie provenienti dalla Spagna infatti, le notizie provenienti dal fronte russo furono puntualmente pubblicate sulla stampa napoletana.

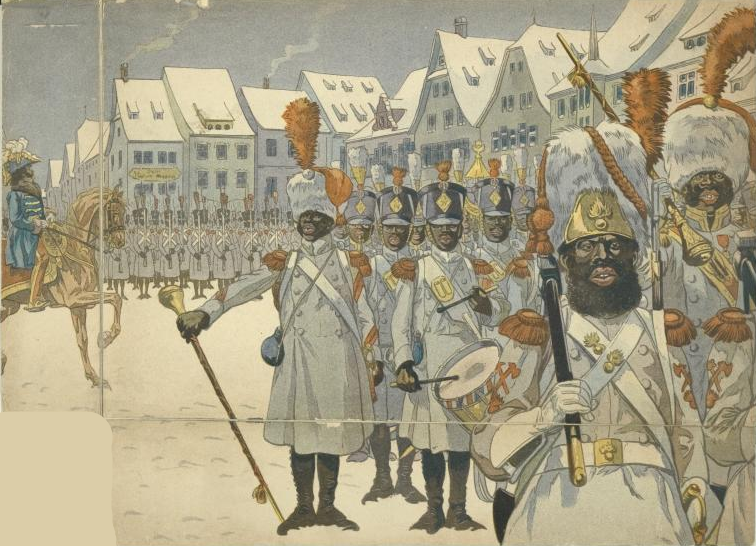
Murat passa in rassegna il 7º Reggimento Fanteria di Linea "Real Africano"

Due mesi e mezzo dopo la tregua, si ebbe la controffensiva russa del 29 agosto 1813, respinta, in cui i napoletani persero alcune centinaia di uomini. Nel mese di settembre vi fu un nuovo attacco russo, respinto dai napoletani al fianco dei soldati bavaresi e westfaliani, al prezzo di 200 morti. Man mano però il cerchio russo si strinse intorno alle mura di Danzica, e l'impiego dell'artiglieria da parte dei russi provocò numerosi e gravi incendi nella città anseatica, fatta principalmente di costruzioni di legno.
Il generale Rapp, intuendo l'inutilità di protrarre la difesa della piazzaforte, chiese alla fine di novembre ai russi di poter abbandonare la città con le sue truppe, ma la proposta francese incontrò un netto rifiuto da parte dello Zar. A questo punto i comandanti napoletani suggerirono al Rapp di aprirsi la strada combattendo attraverso gli schieramenti assedianti, ma il generale francese optò più saggiamente per una resa incondizionata. Alla fine dell'assedio le truppe napoletane corrispondevano a quasi la metà (1.700 soldati) di quelle presenti all'inizio delle operazioni (3.200 soldati). I napoletani inoltre furono, tra i contingenti di diverse nazionalità presenti (francesi, tedeschi, polacchi), quelli che ebbero il minor numero di diserzioni, 22 in tutto. Il 7 gennaio 1814 i napoletani superstiti furono quindi avviati verso la prigionia russa. Dopo pochi giorni però, il passaggio di Murat dalla parte degli alleati, rese loro la libertà. Con una lunga marcia compiuta in perfetto ordine, tanto da destare l'ammirazione delle autorità civili e militari dei paesi attraversati, i napoletani percorsero la Slesia, la Sassonia e l'Austria, si imbarcarono a Trieste e così raggiunsero Ancona e Barletta. Giunti infine a Napoli, come premio per il loro comportamento, Murat incluse i reduci di Danzica nella Guardia reale.
Sulla condotta dell'esercito napoletano durante la campagna di Russia, lo storico Raffaele de Cesare così si espresse:
"S. M. l'Imperatore dei francesi e Re d'Italia, volendo dare alle truppe napoletane che fanno parte del grande esercito, una pruova della sua soddisfazione, pel coraggio da esse addimostrato nelle battaglie di Lutzen, con decreto del 22 maggio ha loro conceduto ventisei decorazioni della legion d'onore, da distribuirsi ai militari dei diversi gradi e classi, che si sono maggiormente distinti."
Murat ne fece di sua mano la distribuzione. A Danzica le truppe napoletane ebbero elogi dal maresciallo Rapp; e qualche anno dopo combattettero valorosamente, benché infelicemente, a Modena e a Macerata, condotti dallo stesso Murat.»
(Raffaele de Cesare, La fine di un Regno, Volume I)

#### Campagna del 1814

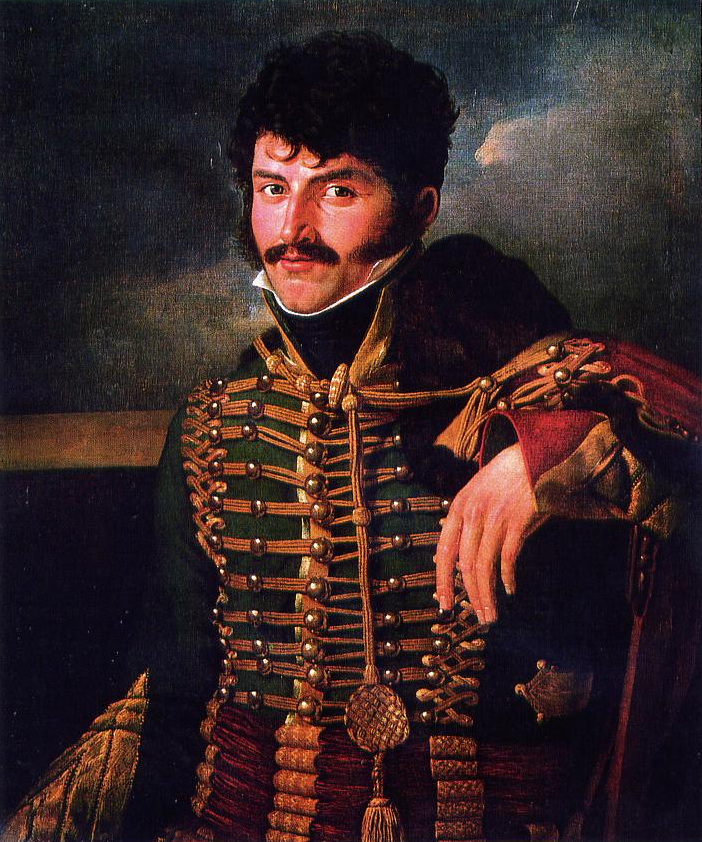
Ufficiale degli Ussari della Guardia Reale, Napoli 1813

Sul finire del 1813 l'esercito napoletano venne inviato in Italia settentrionale con l'obiettivo ufficiale di schierarsi contro gli austriaci a difesa di Napoleone, tenendo tuttavia un atteggiamento ostile nei confronti degli italici. La reale intenzione di Murat però era quella di trovare un accordo con gli alleati per conservare il trono di Napoli dopo la disfatta di Russia. Nel frattempo le truppe napoletane occuparono tutta l'Italia centrale: al momento dell'accordo tra Murat e gli alleati quindi l'esercito napoletano entrò facilmente in possesso di tutte le province occupate. Il 1°, il 2º e il 3º Reggimento Fanteria di Linea vennero inviati nella valle del Po, dove avrebbero dovuto coadiuvare l'azione anglo-austriaca contro i franco-italici. Tuttavia la collaborazione coi nuovi alleati fu scarsa, l'unica battaglia degna di nota a cui parteciparono i reggimenti napoletani fu quella di Reggio Emilia, avvenuta il 7 marzo 1814.

#### La guerra austro-napoletana
L'esercito napoletano fu impiegato anche nel notevole tentativo di Murat di unificare l'Italia, l'ultima sua operazione militare. Nel marzo 1815 infatti, con 35.000 fanti, 5.000 cavalieri e 60 cannoni, il sovrano si diresse alla conquista del nord Italia nel tentativo di creare un baluardo "italiano" contro la minaccia austriaca nei confronti dell'Impero napoleonico.

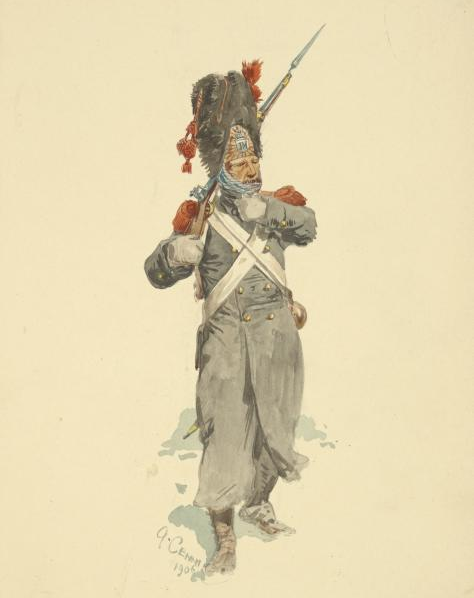
Fante napoletano

Nel marzo del 1815 Murat raggiunse con la III Divisione le Marche, dove, dall'anno precedente, in seguito alla campagna nell'Italia centro-settentrionale intrapresa dal sovrano contro i franco-italici, erano stanziate la I e la II Divisione napoletana. Contemporaneamente ordinò alla Divisione della Guardia Reale di avanzare attraverso il territorio laziale e toscano sul versante tirrenico della penisola. Murat decise di lasciare a difesa del Regno solo la IV Divisione, in corso di organizzazione.
Gli austriaci avevano in Italia circa 50.000 uomini, di cui 25.000 alla destra del Po.
Il 4 aprile si ebbe il primo vero combattimento: i napoletani riuscirono a passare il Panaro battendo gli austriaci, mentre la brigata Pepe marciava su Carpi. Entrato trionfalmente a Bologna, il re lanciò un proclama nella speranza di raccogliere nuovi soldati dalle province emiliane, ma solo poche centinaia di volontari raggiunsero le truppe napoletane. A quel punto Murat rivolse la sua attenzione al ponte di Occhiobello, nella speranza di attraversare il Po e congiungersi così a varie formazioni di volontari della Lombardia, regione in cui sperava di trovare il sostegno materiale che non aveva trovato in Emilia. Nel frattempo però gli austriaci avevano provveduto a fortificare la zona con efficaci trinceramenti: il 7 e l'8 aprile, nonostante gli sforzi, i napoletani non riuscirono a formare una testa di ponte salda, anzi subirono il contrattacco austriaco che però venne respinto. Gli austriaci attaccarono anche a Carpi, venendo nuovamente respinti dai napoletani. Nei giorni seguenti si tentò un nuovo attacco al ponte di Occhiobello, terminato con un niente di fatto. Così Murat, ricevendo anche notizie di un possibile intervento inglese contro il suo regno, decise di ritirarsi dal Po per raggiungere posizioni meglio difendibili. Allo stesso tempo fu ordinato alla Guardia Reale di abbandonare Firenze e di dirigersi su Pesaro.
Il 14 aprile iniziò il ripiegamento, assai ordinato. I napoletani ebbero facilmente la meglio sugli austriaci che tentavano di sbarrargli la strada a Borgo Panigale. Scontri meno favorevoli si ebbero invece a Cesenatico e al passaggio del Ronco, senza tuttavia incidere sulle truppe, che proseguirono ordinatamente la loro lenta ritirata. Nel frattempo però gli austriaci del generale Nugent escogitarono un piano per tagliare la strada alla ritirata napoletana: attraversarono gli Appennini al Colfiorito nel tentativo di raggiungere le Marche prima delle truppe murattiane, ricevendo anche rinforzi toscani e pontifici. Solo quando Murat raggiunse Ancona scoprì che il nemico stava per chiuderlo in una tenaglia. Fortunatamente per lui, nonostante la velocità di Nugent e di Bianchi attraverso l'Appennino, le truppe austriache al comando di Neippberg, che lo seguivano da Bologna, erano ancora distanti. Così il re di Napoli decise di scontrarsi prima con la colonna di Bianchi a Tolentino, per poi rivolgersi contro Neippberg.
Il 1º maggio Murat concentrò a Macerata le divisioni D'Ambrosio, Lechi e della Guardia Reale, inviandole a Tolentino il giorno successivo. Bianchi invece decise di schierare le truppe austriache sull'unica strada che portava da Tolentino a Macerata, nella valle del Chienti. Il terreno circostante, accidentato e bagnato, favoriva la difesa austriaca e ciò nonostante Murat decise di utilizzare solo una parte delle truppe disponibili nell'attacco. La mattina del 2 maggio l'attacco napoletano ebbe inizio con un assalto guidato dal generale D'Ambrosio, che riuscì a far indietreggiare le truppe austriache fin quasi al paese di Tolentino, dopo aver combattuto per tutto il giorno con gravi perdite (lo stesso D'Ambrosio fu ferito). Il 3 maggio Murat attaccò nuovamente Bianchi, facendolo ulteriormente indietreggiare e conquistando il castello della Rancia. Tuttavia una parte delle truppe napoletane, quelle comandate dal generale D'Aquino, che aveva ordinato ai suoi battaglioni un'inadeguata formazione da battaglia campale, venne respinta dalle cariche della cavalleria austriaca. Anche il terreno, viscido e brullo, non favorì l'avanzata napoletana. Queste circostanze sfavorevoli tuttavia non incisero sulle sorti dello scontro per i napoletani, ancora in bilico. A quel punto Murat avrebbe potuto ancora volgere la situazione in suo favore, ma quando seppe che una parte delle truppe austriache si stava dirigendo verso gli Abruzzi dopo aver occupato Roma, decise in tutta fretta di rompere il contatto col nemico e di ripiegare al più presto verso il suo regno.

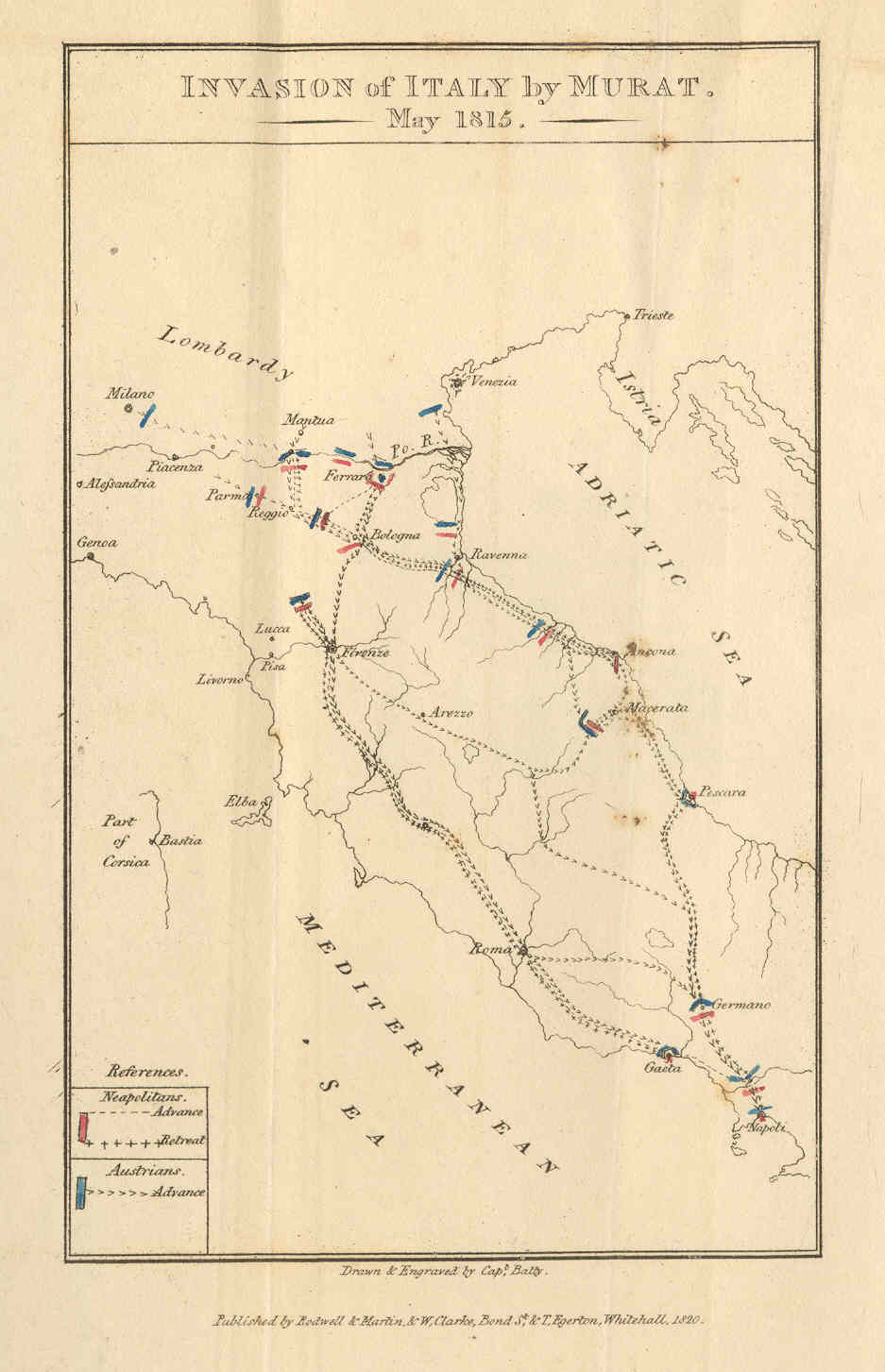
Movimento delle truppe austriache e napoletane

La ritirata si dimostrò già dal principio ardua: a Macerta, dove lo Stato Maggiore napoletano intendeva concentrare le truppe per riorganizzarle, si ebbe una cruenta battaglia con gli austriaci, e i napoletani furono costretti ad aprirsi la strada verso sud combattendo e subendo ingenti perdite. Le condizioni meteorologiche peggiorarono e l'attraversamento dei fiumi marchigiani, ingrossati e spesso privi di ponti, comportò un grande numero di annegati. Poco a poco la ritirata si trasformò in rotta, anche se le retroguardie dello schieramento napoletano seppero fino all'ultimo tenere a bada le avanguardie austriache. Nel frattempo, il 13 maggio, giunse in soccorso di Murat la IV Divisione, e solo così i napoletani riuscirono a evitare la disfatta totale, sconfiggendo gli austriaci a Castel di Sangro.
Murat raggiunse rapidamente Capua con la sua divisione, e ne approfittò per proclamare la Costituzione, con la speranza di stringere la popolazione intorno al trono. Ma era troppo tardi: la flotta inglese aveva già preso possesso del porto di Napoli e la IV Divisione era stata annientata dagli austriaci a Cassino. Solo le piazzeforti di Ancona, Pescara e Gaeta, assediate, resistevano ancora.
Il 20 maggio, a Casalanza, Carrascosa e Bianchi stipularono una convenzione che pose termine alla guerra e che, al contempo, garantiva all'esercito murattiano la conservazione dei suoi diritti anche sotto la monarchia borbonica, appena reinsediatasi sul trono di Napoli.
Il 22 maggio il generale Bianchi entrò a Napoli con Ferdinando IV di Borbone, ponendo fine al "decennio francese". Le fortezze di Ancona e Pescara aprirono le porte appena ebbero notizia del trattato di Casalanza, mentre Gaeta continuò a resistere: il generale Begani, comandante della piazzaforte, rifiutava di arrendersi se non dietro espresso ordine di Gioacchino Murat.
Così venne portata a Gaeta anche la squadra inglese, e l'assedio fu rinforzato con altri contingenti austriaci, pontifici e borbonici. Nella fortezza di Gaeta invece erano schierati, oltre agli artiglieri, alcuni battaglioni del 10° e del 12° di Linea. La situazione all'interno della piazza era assai difficile, tutti sapevano che la guerra era ormai finita, ma la tenacia e la decisione delle ultime truppe murattiane resero possibile il prolungamento della difesa. La flotta inglese intensificò i bombardamenti contro la cittadella, così come le truppe di terra, e a fine giugno affluirono nuovi rinforzi e nuovi cannoni per gli assedianti. Oltre alle cannonate vennero lanciati sulla fortezza anche numerosi inviti alla resa, ma dalla piazzaforte si rispose sempre col fuoco. Nel frattempo Napoleone era stato sconfitto definitivamente a Waterloo e Luigi XVIII reinsediato a Parigi. Ma nonostante ciò a Gaeta si combatteva ancora. Solo il 5 agosto Begani intavolò trattative di resa, chiedendo solo che Gaeta fosse consegnata direttamente a Ferdinando IV, e non a stranieri (in modo da evitare il precedente di Malta), e che i suoi uomini potessero giovarsi della convenzione di Casalanza. Ottenne tutto quanto richiesto e l'8 agosto 1815 la bandiera murattiana venne ammainata per sempre. Begani partì per un lungo esilio, mentre il fragore delle cannonate (le ultime delle guerre napoleoniche) a Gaeta finalmente terminò.

## Ordine di Battaglia (1815)
| L'Esercito napoletano nel 1815 |                      |                          | |        |
| Divisione                      | Comandante           | Comandanti delle brigate | Reparti | Uomini |
| Fanteria della Guardia Reale   | Pignatelli-Strongoli | - Taillade - Merliot     | - 1° Veliti - Volteggiatori della G.R. - 2° Veliti - Artiglieria della G.R. - Zappatori - Treno                                                                 | 5.840  |
| Cavalleria della Guardia Reale | Livron               | - Campana - Giuliani     | - Ussari della G.R - Cavalleggeri della G.R. - Corazzieri - Lancieri - Artiglieria a Cavallo - Treno                                                            | 2.109  |
| 1ª Divisione                   | Carrascosa           | - Pepe - De Gennaro      | - 2º Reggimento Fanteria Leggero - 1º Reggimento Fanteria di Linea - 3º Reggimento Fanteria di Linea - 5º Reggimento Fanteria di Linea - Artiglieria - Treno    | 9.694  |
| 2ª Divisione                   | D'Ambrosio           | - D'Aquino - Medici      | - 3º Reggimento Fanteria Leggero - 2º Reggimento Fanteria di Linea - 6º Reggimento Fanteria di Linea - 9º Reggimento Fanteria di Linea - Artiglieria - Treno    | 8.968  |
| 3ª Divisione                   | Lechi                | - Majo - Carafa          | - 1º reggimento Fanteria Leggero - 4º Reggimento Fanteria di Linea - 7º Reggimento Fanteria di Linea - 8º Reggimento Fanteria di Linea - Artiglieria - Treno    | 9.358  |
| 4ª Divisione                   | Pignatelli-Cerchiara | - Rosaroll - Roche       | - 4º Reggimento Fanteria Leggero - 10º Reggimento Fanteria di Linea - 11º Reggimento Fanteria di Linea - 12º Reggimento Fanteria di Linea - Artiglieria - Treno | 8.376  |
| Cavalleria di Linea            | Rossetti             | - Fontaine - Napoletani  | - 1º Reggimento Cavalleggeri - 2º Reggimento Cavalleggeri - 3º Reggimento Cavalleggeri - 4º Reggimento Cavalleggeri                                             | 2.922  |

## Galleria d'immagini

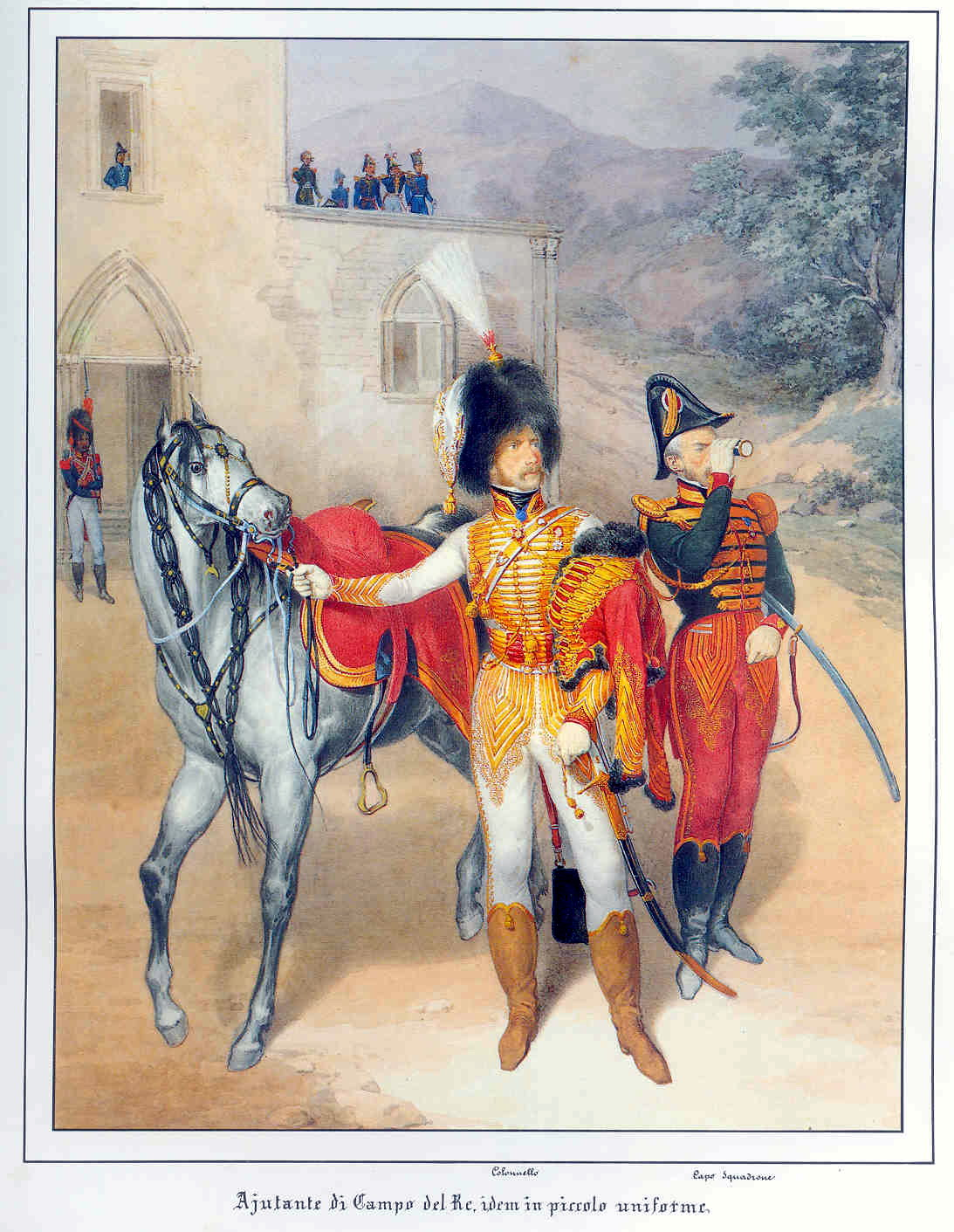
Aiutante di campo
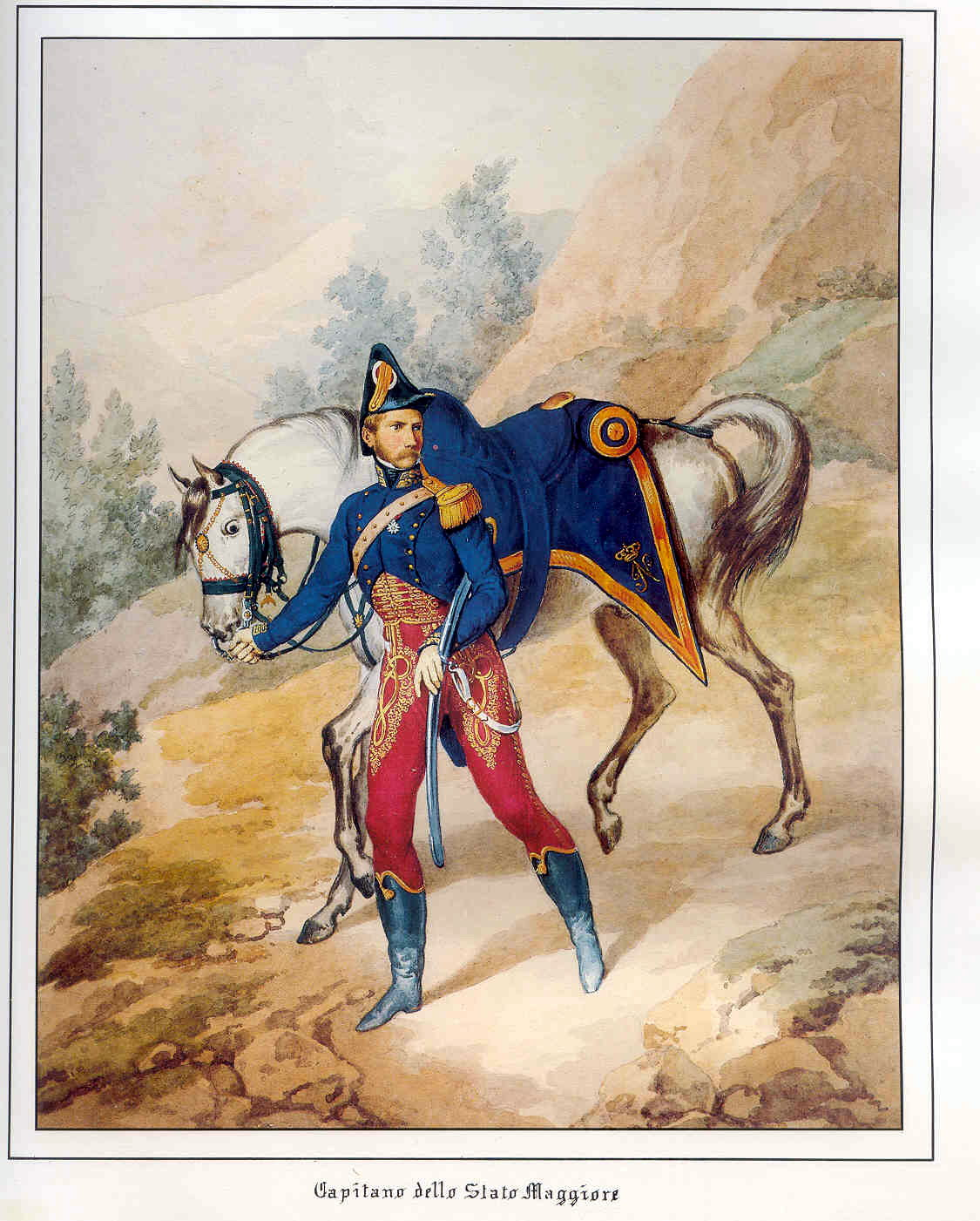
Capitano dello Stato Maggiore
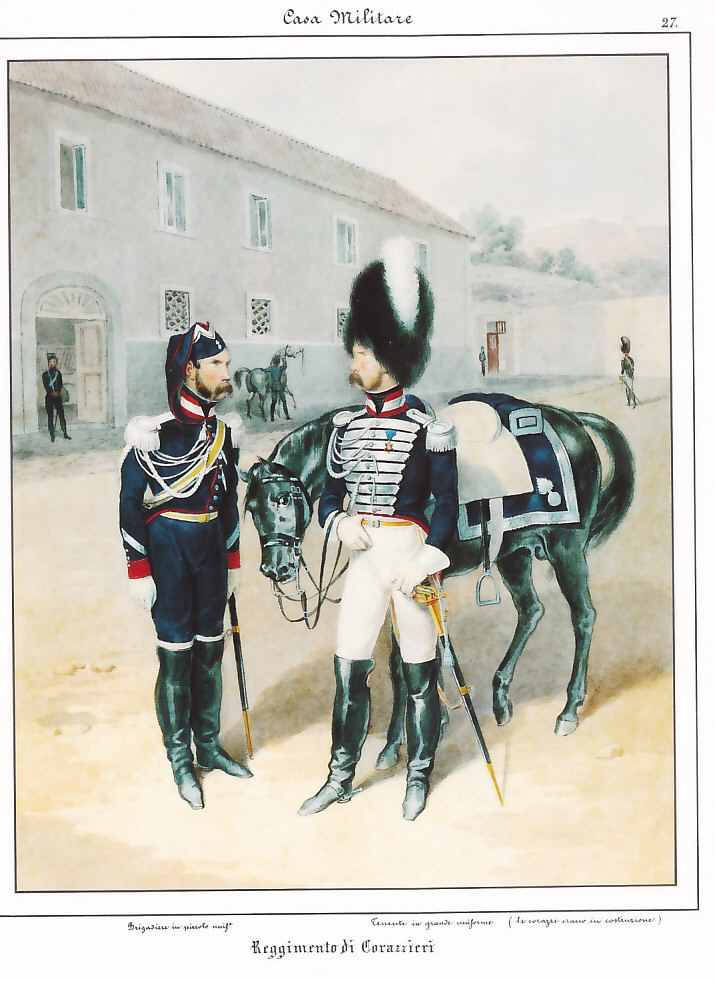
Corazzieri
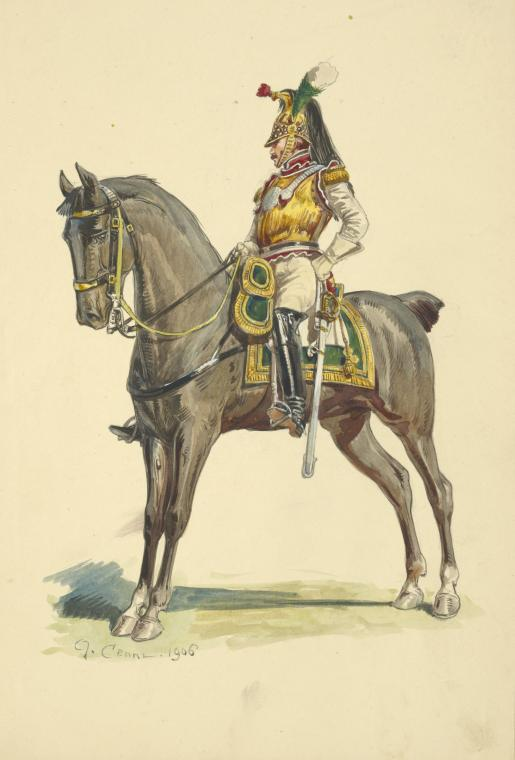
Corazziere, 1812
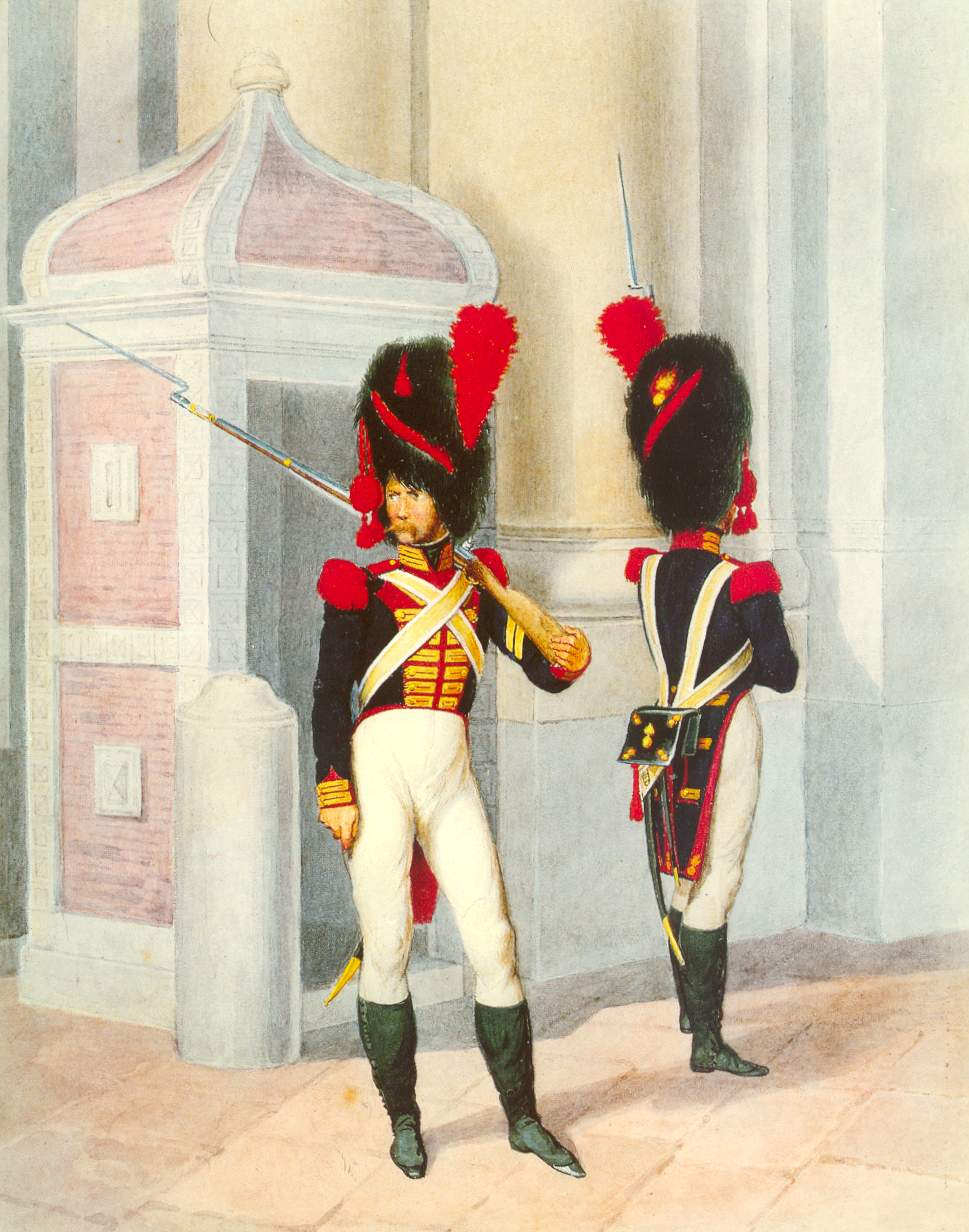
Guardia Reale
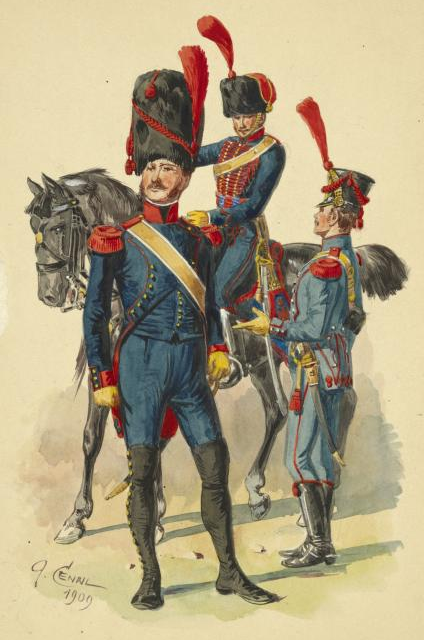
Artiglieria della Guardia Reale, 1812
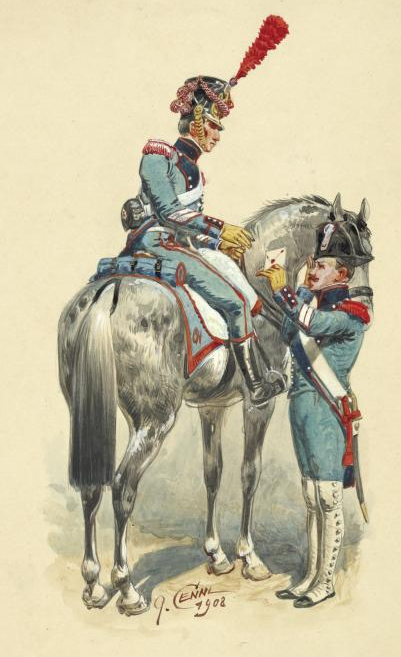
Treno d'Artiglieria, 1812
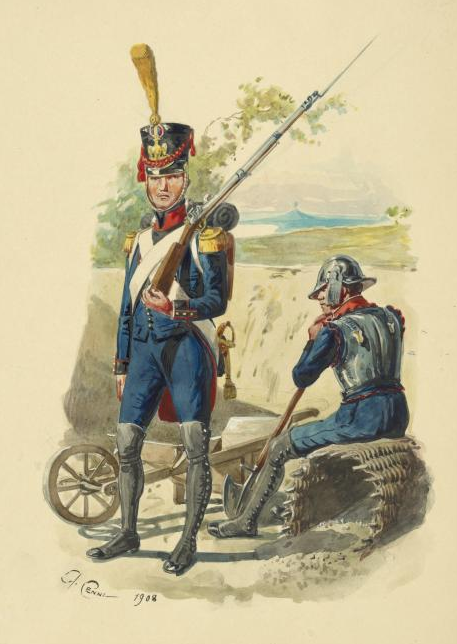
Genio Minatori, 1812
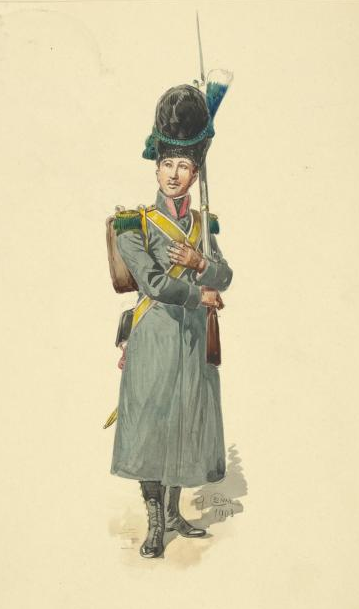
Velite, 1812
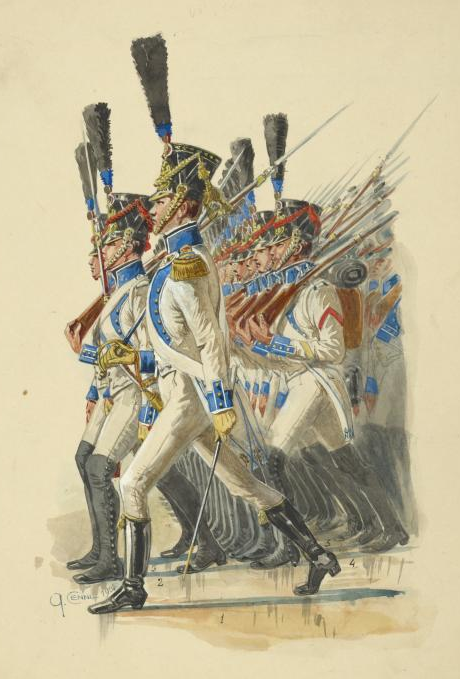
1º Reggimento Fanteria di Linea, 1812
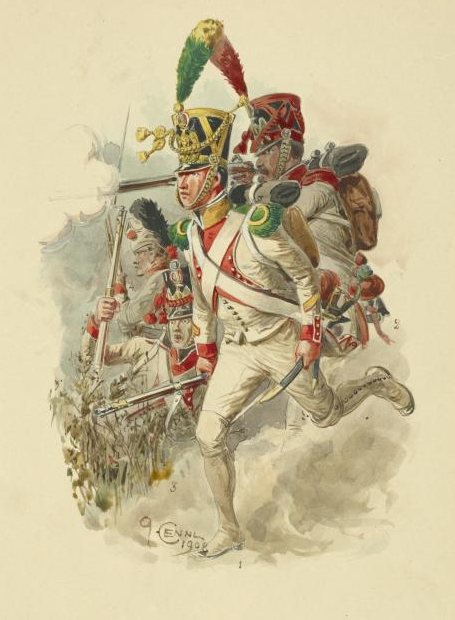
2º Reggimento Fanteria di Linea, 1812
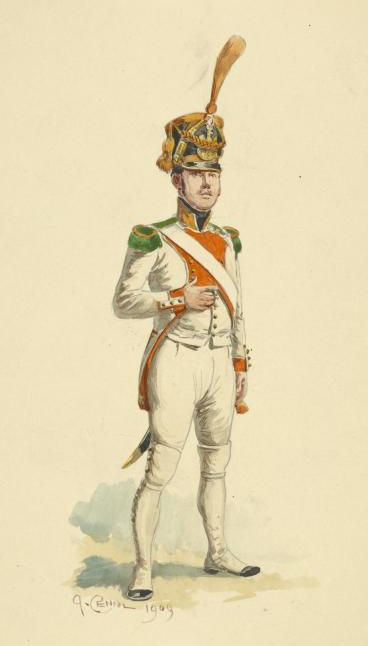
Volteggiatore del 5º Reggimento Fanteria di Linea, 1812
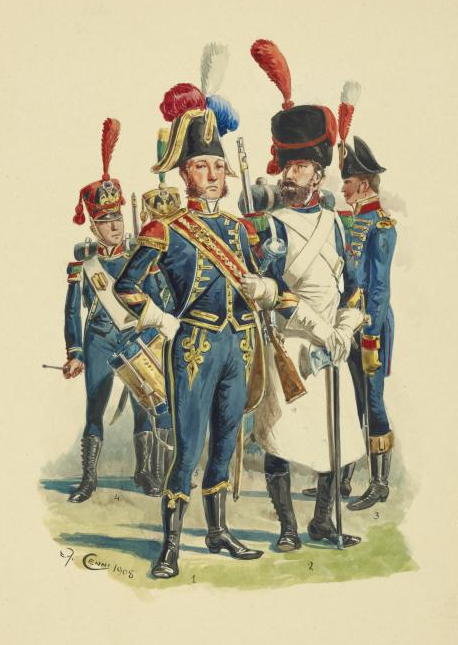
Testa di Colonna del 1º Reggimento Leggero, 1812
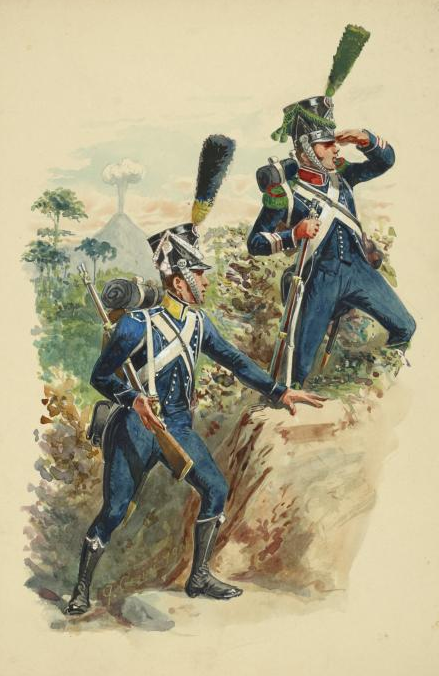
1º Reggimento Leggero, 1812
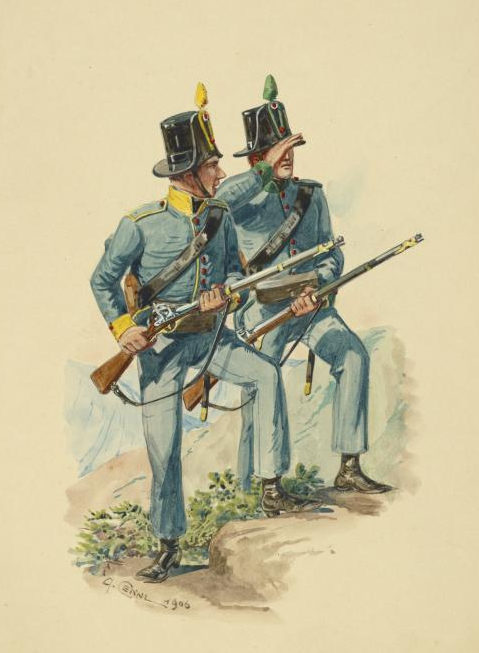
Compagnie Franche Abruzzesi, 1812
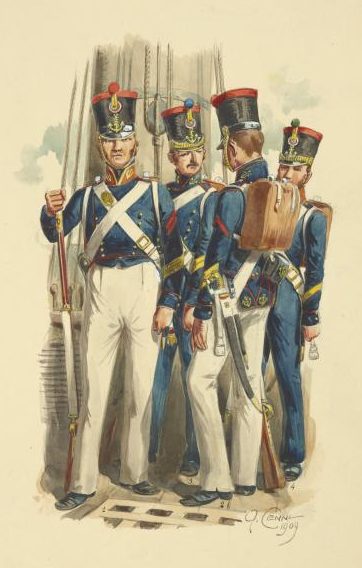
Marinai, 1812